# Phygadeuon lechevallieri
Phygadeuon lechevallieri är en stekelart som beskrevs av Léon Abel Provancher 1882. Phygadeuon lechevallieri ingår i släktet Phygadeuon och familjen brokparasitsteklar. Inga underarter finns listade i Catalogue of Life.